# Corethromyces cristatus
Corethromyces cristatus (Thaxt.) Thaxt. – gatunek grzybów z rzędu owadorostowców (Laboulbeniales). Grzyby mikroskopijne, pasożyty owadów (grzyby entomopatogeniczne).

## Systematyka
Pozycja w klasyfikacji według Index Fungorum: Corethromyces, Laboulbeniaceae, Laboulbeniales, Laboulbeniomycetidae, Laboulbeniomycetes, Pezizomycotina, Ascomycota, Fungi.
Gatunek ten opisał w 1893 r. Roland Thaxter r. jako Rhadinomyces cristatus. W 1912 r. ten sam autor przeniósł go do rodzaju Corethromyces. 

## Charakterystyka
Jest pasożytem zewnętrznym. W Polsce Tomasz Majewski opisał jego występowanie na chrząszczach z rodziny kusakowatych (Staphylinidae): Lathrobium brunnipes, Lathrobium elongatum, Lathrobium fovulum, Lathrobium fulvipenne, Lathrobium laevipenne, Lathrobium ripicola, Lathrobium volgense.